# Gare de Benonchamps
La gare de Benonchamps est une ancienne gare ferroviaire belge de la ligne 164, de Bastogne à Benonchamps (frontière) située à Benonchamps, village de la commune de Bastogne, dans la province de Luxembourg en Région wallonne. Il s'agissait d'une ancienne gare frontalière desservant l'entité de Wardin.

## Situation ferroviaire
La gare de Benonchamps était située au point kilométrique (PK) 7,4 de la ligne 164, de Bastogne à Benonchamps à seulement 500 m de la frontière d'une part, et à 3,1 km du point d'arrêt de l'autre part. La frontière entre la Belgique et le Luxembourg constitue le point d'amorce de la ligne 1b (Benonchamps - Wiltz - Kautenbach) des chemins de fer luxembourgeois.

## Histoire
La Compagnie des chemins de fer Prince-Henri obtient par la loi du 19 mars 1869 une concession pour construire et exploiter près de 200 km de lignes ainsi que des gisements de fer. La ligne de Kautenbach à Wiltz et à la frontière belge ne figure pas dans cette loi mais fait partie d'une série de lignes internationales demandées en mai 1870 par Simon Philippart, actionnaire majoritaire du chemin de fer Prince-Henri, afin de mieux relier ce réseau aux lignes belges concédées à ce dernier, dont le réseau "Forcade" comprenant une ligne reliant Bastogne et Vielsalm à Saint-Vith (alors en Allemagne) et à la frontière française près de Bouillon et Sedan,. Le réseau Forcade ne sera jamais construit mais, en 1873, l’État belge concède aux Bassins Houillers la construction de plusieurs lignes recoupant parfois celles de ce projet, dont une ligne de Bastogne à Gouvy achevée en 1885 qui permet de relier Bastogne à Liège. La ligne de Bastogne à Benonchamps doit quant à elle prolonger la ligne "Prince-Henri" de Kautenbach à Wiltz, raccourcissant ainsi le trajet entre Bastogne et le Luxembourg. Après la faillite du premier chemin de fer Prince-Henri, la nouvelle compagnie inaugure la section de Kautenbach à Wiltz le 1er juin 1881.
Les Chemins de fer de l'État belge inaugurent le 18 juillet 1887 la section de 7,2 km entre la halte de Bastogne-Nord et la gare de Benonchamps. Les rails atteignent la frontière le 22 septembre mais il faut attendre le 1er juillet 1888 pour que la société du Prince-Henri mette en service la section de Wiltz à la frontière entre la Belgique et le Luxembourg.
Malgré la présence d'une grande gare frontalière à Benonchamps, et d'une autre à Schimpach-Wampach en territoire luxembourgeois, l'exploitation de la ligne jusque Bastogne sera confiée au Prince-Henri puis, après la seconde guerre, aux chemins de fer luxembourgeois (CFL), le trafic des voyageurs et marchandises étant assez faible.
La SNCB supprime les trains de voyageurs de la ligne 164 en 1951 au profit de bus en correspondance avec les autorails des CFL en gare de Benonchamps. Jusqu'en 1967, il arrivait lors des hivers rigoureux que ces trains soient prolongés jusque Bastogne. Elle ferme finalement le 23 septembre 1967 en raison de l'abandon par les CFL de la ligne entre Wiltz et la frontière.
Le bâtiment de la gare sera démoli, et les rails arrachés en 1973. Un chemin RAVeL a depuis été créé entre Bastogne et la frontière et se prolonge sur le territoire luxembourgeois jusqu'à l'entrée de Wiltz. Cette section de 10 km contient plusieurs tunnels.

## Patrimoine ferroviaire
Le bâtiment des recettes, démoli depuis, était une très grande construction, plus vaste que celle de la gare de Bastogne-Sud. Reprenant la disposition traditionnelle des gares frontalière : une longue aile centrale encadrée par deux parties hautes servant de logement pour le chef de station et le receveur des douanes, elle a la particularité de posséder des corps de logis à quatre travées. Les portes et fenêtres sont surmontées d'arcs en anse de panier et une double loge décorative orne les pignons extérieurs. Les ailes latérales et leurs annexes apparaissent également symétriques. Une halle aux marchandises flanque cet édifice ; elle servait au déchargement des marchandises et à leur dédouanement.
Tout comme la gare de Sterpenich, également démolie, rien ne rattache stylistiquement ce bâtiment des recettes à ceux construits par l’État belge et les compagnies luxembourgeoises. Il est possible que l'architecte se soit inspiré des gares frontalières belges du type 1873 telles que la gare de Lamorteau[réf. nécessaire].
Plus rien ne subsiste des bâtiments ferroviaires de Benonchamps longeant le RAVeL, une prairie à vaches occupe leur emplacement.
À près d'un kilomètre au sud, les bâtiments de la gare de Schimpach-Wampach existent toujours et ont été transformés en centre de vacances.